# Aka II
Aka II di Commagene (I secolo a.C. – I secolo) è conosciuta come moglie e madre degli astrologi Trasillo di Mende e Tiberio Claudio Balbillo. Probabilmente, era discendente di un’importante famiglia reale greca, che sedeva sul trono di Commagene.
Due sono le ipotesi sull'origine di Aka II: potrebbe essere figlia del principe Antioco II di Commagene, secondogenito del re Antioco I Theos e della regina Isias, oppure essere figlia di Aka I di Commagene. Quest'ultima fu figlia della principessa Antiochis di Commagene, seconda figlia del re Antioco I Theos e sorella di Antioco II.
Aka è però famosa per aver sposato il greco-egiziano Trasillo di Mende, astrologo e grammatico alessandrino che editò le opere di Platone e Democrito, nonché amico del futuro imperatore Tiberio. Fu proprio grazie all'influenza che poteva vantare sull'imperatore, che Trasillo e la moglie poterono ottenere al cittadinanza romana.
Aka diede a Trasillo due figli. Il primo, Tiberio Claudio Balbillo, fu a sua volta un astrologo e padre di Claudia Capitolina, futura moglie del principe di Commagene Gaio Giulio Archelao Antioco Epifane. La figlia Eunia, invece, sposò il prefetto del pretorio Nevio Sutorio Macrone.